# Frivillig
Frivillig er et begreb som ofte bliver brugt om personer, der arbejder uden løn eller anden form for økonomisk vederlag. Frivilligt arbejde er som regel knyttet til frivillige organisationer med samfundsnyttige formål som for eksempel Røde Kors. Det arbejde som mange udfører for eksempelvis Wikipedia er også frivilligt. Frivilligt arbejde også kaldt dugnad, når flere går sammen for at udføre en opgave, som eksempelvis at bygge en klubhus eller rydde en gade.
Foruden personligt valg er det en række faktorer som motiverer en person til at arbejde gratis og uden løn for en samfundstjeneste. Mange frivillige nævner glæde og tilfredsstillelse ved at kunne bidrage som motivation i stedet for løn eller betaling.